# Microsoft Voice Command
Microsoft Voice Command là một ứng dụng có khả năng điều khiển thiết bị Windows Mobile bằng giọng nói. Phiên bản đầu tiên được công bố vào tháng 11 năm 2003 và được hỗ trợ tại Vương quốc Anh, Hoa Kỳ, Pháp và Đức.
Windows Mobile 6.5 được tích hợp với Microsoft TellMe, phần mềm được tạo bởi một công ty mà Microsoft đã mua lại gần lúc đó. Tính năng này sau đó được đưa vào Windows Phone như một phần của Bing Mobile.